# Va'aiga Tuigamala

a Compétitions nationales et continentales officielles uniquement.

b Matchs officiels uniquement.
Dernière mise à jour le 27 août 2018.
Va'aiga Lealuga (Inga) Tuigamala, né le 4 septembre 1969 à Faleasi'u (Samoa) et mort le 24 février 2022 à Auckland (Nouvelle-Zélande), est un ancien joueur de rugby à XV et de rugby à XIII, qui a joué avec les All Blacks et l'équipe des Samoa de 1989 à 1999. Il jouait au poste d'ailier ou de centre (1,79 m et 110 kg).

## Carrière
Il a commencé à jouer à haut niveau avec la province de Auckland, et l'équipe de Nouvelle-Zélande des moins de 21 ans.
Il a eu sa première sélection avec les All Blacks le 8 octobre 1989, lors d’un match contre l'équipe du British Columbia.
Il a disputé son premier test match avec les Blacks en Coupe du monde à l’occasion du match de poule le 8 octobre 1991 contre l'équipe des États-Unis.
Il a été un précurseur. Avec son physique de talonneur, il a préfiguré les arrières gros formats qui séviront quelques années plus tard dans l'Hémisphère sud. Samoan, il a attiré l'attention sur ces joueurs des îles au potentiel largement sous-employé jusque-là et annoncé leur arrivée massive (c'est le cas de le dire) sous le maillot noir. « The black truck » (le camion noir) a été la grosse attraction chez les Blacks en 1992 et 1993, éclipsant John Kirwan lui-même qui paraissait bien frêle sur l'aile opposée. Il était la coqueluche du public néo-zélandais mais pas pour longtemps, les sirènes treizistes ayant tôt fait de l'attirer dans leurs filets. Il a ainsi joué au rugby à XIII avec les Wigan Warriors de 1993 à 1996 (98 matchs et 244 points marqués), club avec lequel il a excellé. Il a participé à la Coupe du monde de rugby à XIII 1995 sous les couleurs samoanes; au cours des deux matchs qu'il dispute, il marque huit points (deux essais). Il marque ces deux  essais face à la France.
Ensuite il revint au rugby à XV avec l'équipe des Samoa et les clubs anglais des London Wasps et Newcastle Falcons.
Il a été sélectionné 19 fois avec les All Blacks puis 21 fois avec l'équipe des Samoa.
Tuigamala a disputé la coupe du monde 1999 avec les Samoa (4 matchs).
En 2002, il devient entraîneur des Samoa.

## Palmarès
- Troisième de la Coupe du monde en 1991 avec la Nouvelle-Zélande.

## Statistiques

### Avec les All Blacks
De 1991 à 1993, Va'aiga Tuigamala compte 19 sélections avec les All-Blacks, inscrivant 21 points. Avec les Kiwis, il dispute une Coupe du monde en 1991.

### Avec les Samoa
- Sélections par année : 1 en 1996, 1 en 1997, 3 en 1998, 8 en 1999, 4 en 2000 et 4 en 2001
- Participation à la coupe du monde en 1999